# Ровеньки
Ровеньки́ — місто в Україні, адміністративний центр Ровеньківської міської громади Ровеньківського району Луганської області.

## Назва
Офіційна українська назва у першій половині XX століття— Рівеньки.

## Загальні відомості
Місто розташоване на півдні Луганської області. Ровеньківській міській раді підпорядковані 7 селищних (Дзержинська, Кленова, Михайлівська, Нагольно-Тарасівська, Новодар'ївська, Пролетарська, Ясенівська) і одна сільська рада (Благівська).
Промисловий потенціал міста представляють близько 30 промислових підприємств. У структурі випуску валової продукції на частку промисловості припадає 100 %, в обсязі товарної продукції 95 % складає вугільна промисловість, 5 % — обробна промисловість.

## Історія
Вперше в документальних джерелах Осиновий Ровенек згадується 14 травня 1705 року, серед інших незаконно заснованих містечок у Дикому полі. Петро I наказував «знести містечка, а людей-утікачів повернути поміщикам». Козаки не підкорилися цьому розпорядженню. В 1707 році спалахнуло Булавінське повстання, це був стихійний бунт козацтва проти царської влади — вільні люди намагалися утримати в своїх руках великі нічийні земельні володіння в Дикому полі. Козаки зазнали поразки і Петро I наказав спалити всі козацькі селища, розташовані по Дінцю та Бузулуку. Згідно з цим наказом 49 козацьких селищ були спалені у вересні 1708 року, в тому числі і населений пункт Осіновий Ровенек, розташований на р. Айдар. Вільні козаки, рятуючися від царського гніву, пішли в малонаселені землі так званого «Дикого поля». Деякі з них оселилися в мальовничому місці, де протікала невелика річка, яку назвали ім'ям залишеного рідного містечка — Ровенек. Ці козаки й заснували поселення, яке в результаті стало Ровенецькою слободою.
Походження назви «Ровеньки» цікаво пояснює знаменитий український поет і філософ Григорій Сковорода: "Ровеньки є те ж саме, що й ровеннікі, сиріч злодії, що живуть по ровам. «Хай не зведе в мені ровеннік уст своїх (Псалом)». Цю гіпотезу можна вважати цілком справедливою, оскільки козаки крім військових здійснювали й розбійні набіги. Офіційних історичних документів, що підтверджують цю версію, немає, але є багато непрямих фактів, які свідчать про її достовірність.
У 1793 році власником слободи став граф Василь Петрович Орлов, який у 1796 році став військовим отаманом Війська Донського. (Ним він залишався до самої своєї смерті в 1801 році від бойових ран). При ньому відбулося масове заселення українцями. Після смерті Орлова хазяйкою слободи стала його дружина Катерина Дмитрівна, вона неодноразово перебудовувала садибу, розширювала й без того великі володіння, купувала й продавала селян. За її ініціативою та на її кошти 29 травня 1793 року в слободі була побудована кам'яна церква в ім'я святителя Миколая Чудотворця, яка представляла історичну цінність не тільки як культова споруда, але ще більше як архітектурна пам'ятка. Церкву було знищено на початку 30-х рр. XX століття.
У 1829 році відкрита школа грамоти, а в 1852 — початкове училище. У слободі створюється 4 ярмарку в році: 9 травня та 6 грудня Миколаївська, 20 червня — Іллінська і на Веселої тижня перед Масляной.
Жителі слободи здебільшого займалися сільськими господарством — обробляли землю, вирощували худобу, розводили овець.
Падіння кріпосництва дало поштовх розвитку нових капіталістичних відносин та сприяло розвитку промисловості в Ровенецькій слободі, оскільки земля ця містить багатства вугілля, глиняних порід — металоносіїв, аспідного шиферу і чорної крейди, який використовували для виготовлення фарби і олії.
Відкриття шахт в слободі було пов'язано з будівництвом Катерининської (тепер Донецької) залізниці. Ровеньки були однією з її станцій. Перша примітивна шахта «мишоловка» була відкрита приблизно в 1877 році. У 1900 році поблизу Ровенецької слободи вже функціонували вугільні копальні купців Маркова, Отто, Вальяна, Карнеева, шахти княгині Юсупової, сина данського козака Лобова. На вугільних шахтах працювали поруйновані селяни з усіх куточків Російської Імперії. Вони приходили сюди заробити грошей і повернутися в рідні краї, але заводили сім'ї і господарством і залишалися жити в слободі.
На початку XX століття слобода входила до Таганрозького округу області Війська Донського і вже була розвиненим в торговельному та промисловому відношенні волосним центром. Щорічно тут проводилися ярмарки із загальним збором 300 тис. рублів, працювали магазини і лавки, парова і водяний млини. У слободі були шиферна фабрика, шкіряний, цегельний і пивоварний заводи.
7 (20) листопада 1917 року, відповідно до Третього Універсалу Української Центральної Ради, увійшло до складу Української Народної Республіки.  

### Німецька колонія
Ровеньки (Червоний Колос (Олексіївка), до 1917 — німецьке село в Катеринославській губернії, Слов'яносербський повіт; у радянський період — Ворошиловградська область, Ровеньківський/Успенський район. Землі 1560 десятин. Мешканці: 115/114 німці (1926).

### Радянський час
Історичні катаклізми 1905 і 1917 років, які проходили в Російській Імперії, наклали свій революційний відбиток і на події в слободі. Влада постійно змінювалася і тільки в 1920 році в слободі Ровеньки Таганрозького округу Донської області була остаточно встановлена влада Рад.
З 1920 по 1923 року Ровенецька слобода входить до Шахтинського округу УРСР. З 1923 по 1929 роки — в Луганський округ Донбасу. У 1934 році Ровеньки одержали статус міста, а з 1937 року входять до складу Ворошиловградської (тепер Луганської) області.
На той час на вулицях були прокладені тротуари, автошляхи, проведено електричне освітлення та водогони. На території колишньої садиби графів Орловських була відкрита міська лікарня, працювали 11 шкіл, гірничий технікум, 8 шахт, об'єднаних у трест «Фрунзеуголь».
18 липня 1942 року місто було окуповане. Було підірвано борошномельний завод, залізничний вокзал, елеватор, виведені з ладу практично всі шахти. За час окупації в Гримучому лісі були розстріляні 375 мирних жителів, тут же були страчені герої-молодогвардійці: Олег Кошовий, Любов Шевцова, Віктор Суботін, Дмитро Огурцов, Семен Остапенко.
17 березня 1943 року 39-я Танкова і 56-я мотострілецької бригади 23-го танкового корпусу, 203-я та 333-я стрілецькі дивізії Південно-західного фронту звільнили місто Ровеньки.
У місті та селищах є 17 братських могил, де поховані останки більш ніж 1400 воїнів.
У 1950-ті роки йшло масове відновлення шахт Донбасу, оголошеної ударним комсомольським будівництвом. На Донбас з усіх куточків країни їхала молодь. Найбільша кількість молодих будівельників були з Київської та Чернігівської областей. На їхню честь у м. Ровеньки названі два мікрорайони.
1960-1970-ті і початок 1980-х років стали в місті часом великого будівництва. У Ровеньках виросли нові квартали: Ворошилова (пізніше названий Шахтарським), Гагаріна, Молодіжний. Були побудовані нові будівлі взуттєвої фабрики, гірничого технікуму, телевізійний завод «Протон», інфекційна лікарня, центральна поліклініка, центральна аптека, автовокзал, кінотеатр «Космос», спорткомплекс «Ювілейний», реконструйований дитячий оздоровчий комплекс «Лісові зорі». У 1982 році був відбудований заново Палац культури ім. Горького. У 1985 році відкрився санаторій-профілакторій «Шахтарські зорі».
У 1990-х роках у місті починають з'являтися приватні підприємства: торговельні, транспортні, побутового обслуговування. Заявила про себе ювелірна фірма «Агат», продукція якої відома в далекому зарубіжжі.
Але основу економіки міста складають вугільні підприємства, на частку яких припадає 95 % всієї яка виробляється в місті продукції. У 1980 році було створено вугільне об'єднання «Ровенькиантрацит», в 2000-ті роки перетворено в державне підприємство «Ровенькиантрацит», у 2012 році було взято у концесію підприємством ДТЕК та перетворено у ДТЕК «Ровенькиантрацит». Відтепер до його складу входять 6 шахт, 3 збагачувальних фабрики, ремонтно-механічній завод, автобаза, управління соціальної сфери. Підприємства вугільної промисловості надають велику допомогу закладам культури, спорту, навчальним закладам і дитячих садках міста.

### Війна на сході України
23 серпня 2014 року в Ровеньках ЗСУ знищили базу терористів; прес-центр АТО: «В місті Ровеньки, що на Луганщині, було встановлено скупчення на автобазі близько 40 броньованих машин, 3 ЗРК типу „Стріла-10“ та до 500 найманців незаконних збройних формувань. Ймовірно — це екіпажі до виявленої техніки».
Після подальшого масованого наступу за безпосередньої участі російських військ місто перейшло під контроль терористично-російських сил.
30 жовтня 2014 року мешканці Ровеньок повідомляють про значне збільшення кількості терористів у місті протягом останніх кількох днів, лише цього дня увійшло приблизно 700 проросійських бойовиків.
23 січня 2015 року надходить повідомлення, що в Ровеньках збройні зіткнення між бойовиками «ЛНР» і російськими «козаками», у місто зайшла важка техніка та формування бойовиків «ЛНР». Бойовики перекрили центр міста, почалася автоматна стрілянина, озброєні  «ЛНРівці» проводять «зачистку» серед «козаків» — не хочуть йти на передову воювати.

## Населення
За даними всеукраїнського перепису населення 2001 року, населення міста становить 91,5 тис. осіб. Серед них 42,3 тис. чоловіків і 49,2 тис. жінок.

### Національний склад
Національний склад населення за даними перепису 2001 року:
| Національність  | Відсоток |
| --------------- | -------- |
| українці        | 63,58%   |
| росіяни         | 33,71%   |
| білоруси        | 0,97%    |
| татари          | 0,33%    |
| вірмени         | 0,21%    |
| молдовани       | 0,20%    |
| інші/не вказали | 1,00%    |

### Мовний склад
Розподіл населення за рідною мовою за даними перепису 2001 року:
| Мова            | Кількість | Відсоток |
| --------------- | --------- | -------- |
| російська       | 42774     | 79.79%   |
| українська      | 10540     | 19.66%   |
| білоруська      | 71        | 0.13%    |
| вірменська      | 66        | 0.12%    |
| румунська       | 15        | 0.03%    |
| циганська       | 10        | 0.02%    |
| інші/не вказали | 133       | 0.25%    |
| Усього          | 53609     | 100%     |

За даними перепису 2001 року 19,66 % населення міста вказали українську мову рідною, 79,79 % — російську, 0,55 % — інші мови.

## Економіка
Промисловий потенціал міста представляють близько 30 промислових підприємств. У структурі випуску валової продукції на частку промисловості припадає 100 %, в обсязі товарної продукції 95 % складає вугільна промисловість, 5 % переробної промисловості.
Головна галузь міста — видобуток кам'яного вугілля (антрациту):
- ДП «Ровенькиантрацит»
- 7 видобувних шахт;
- 2 збагачувальні фабрики з переробки вугілля.

Підприємства легкої промисловості:
- меблева фабрика;
- взуттєва фабрика.

Підприємства харчової промисловості:
- комбінат хлібопродуктів;
- комбікормовий завод;
- пивзавод;
- хлібокомбінат.

Від заводу верстатних вузлів і взуттєвої фабрики залишилися тільки будівлі. Дохід бюджету міста у 2004 році склав 25 579,6 тис. гривень, з них перерахував до державного бюджету України 342,9 тис. гривень.

## Культура і освіта
У 2000-ні роки Ровеньки стали студентським містом. Філіали Донбаського гірничо-металургійного інституту і Луганського національного педагогічного університету імені Тараса Шевченка, 3 професійно-технічні установи, 27 загальноосвітніх шкіл.
У Ровеньках працюють дві телевізійних компанії: «Ніка-ТВ» та «РТВ», випускаються три газети «Ровеньковські вести», «Вперед-Ровеньки», «Діалог».
У Ровеньках (Нагольно-Тарасівці) є дерев'яна церква — рідкість для цього регіону. Храму — понад 200 років, він присвячений Успінню Пресв. Богородиці.

## Відомі люди

### Народилися
- Паталаха Євген Іванович (1933—2006) — доктор геолог-мінералогічних наук, професор, член-кореспондент АН Казахської РСР, член-кореспондент НАН України, лауреат Державної премії СРСР та державної премії України.
- Шонін Георгій Степанович (1935—1997) — космонавт.
- Дмитрієв Едуард Дмитрович (1937—2017) — український телережисер.
- Тертичний Анатолій Вікторович (нар. 1954) — український художник.
- Міронов Валерій Євгенович (нар. 1962) — державний керівник і суспільно-політичний діяч, заступник голови Київської міської державної адміністрації (КМДА).
- Пустовіт Ганна Анатоліївна (нар. 1977) — поетеса, член Національної спілки письменників України.
- Бутченко Максим Анатолійович (нар. 1977) — письменник та журналіст. Автор книг «Куркуль», «1918. Місто надій», «Петлюра. Боротьба», «Художник войны», «Люди войны», «Три часа без войны», «После огня».
- Мєркулов Андрій Юрійович (1979—2017) — солдат Збройних сил України, учасник російсько-української війни.

### Поховані
- Поблизу міста був похований у братській могилі письменник Микола Трублаїні (1907—1941).

## Галерея

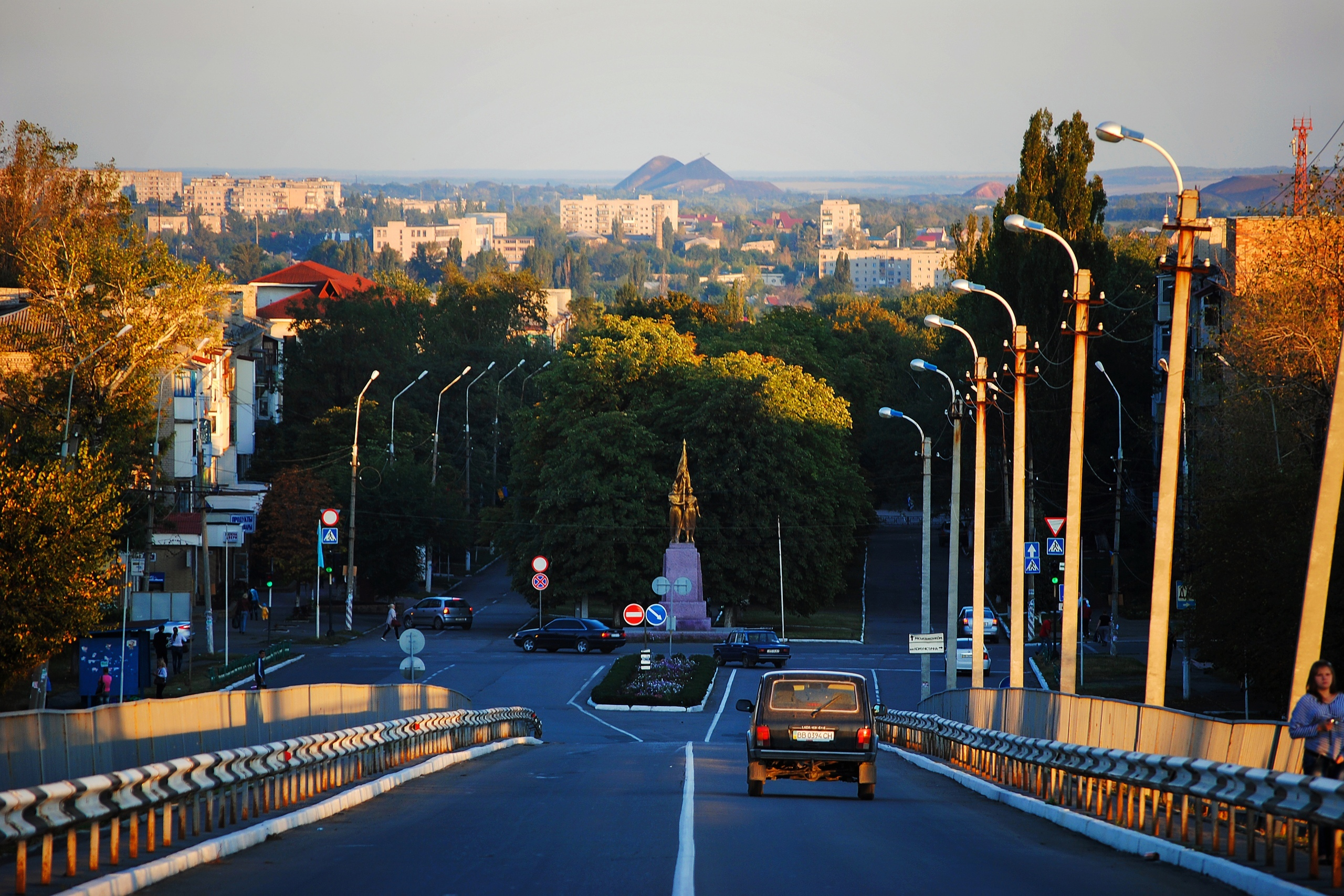
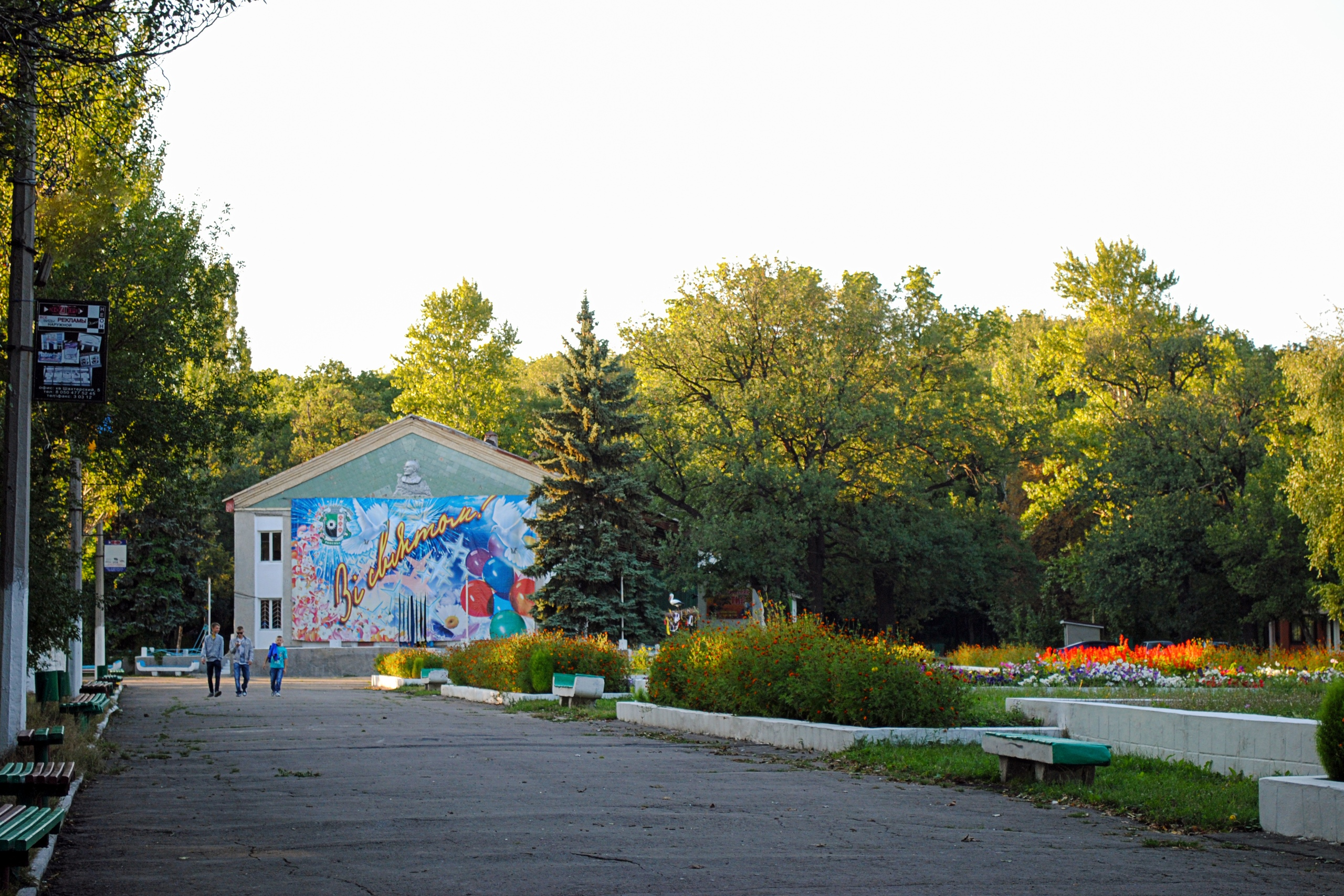
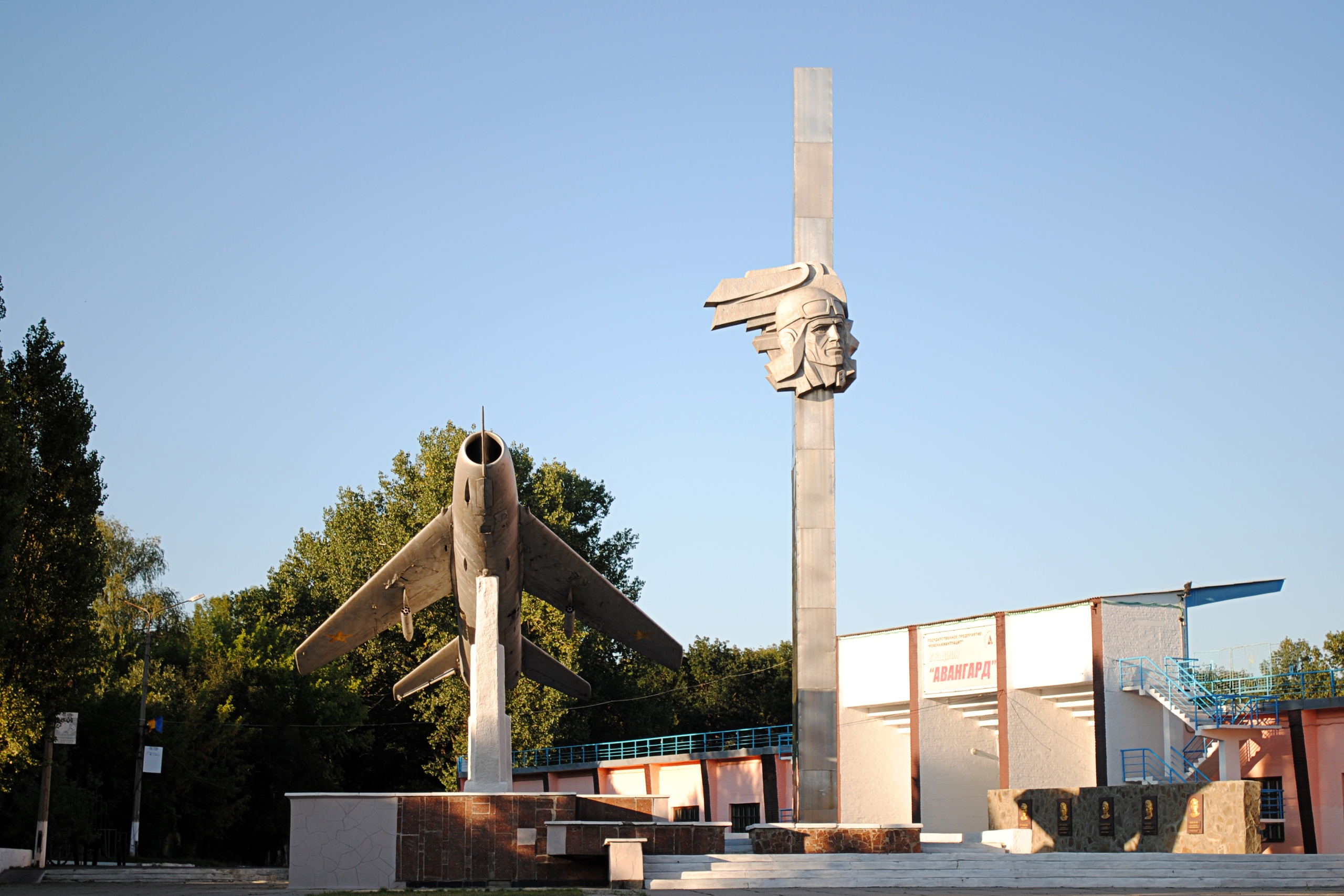